# Richard Bacon (homme politique)
Pour les articles homonymes, voir Richard Bacon et Bacon.
Richard Bacon, né le 3 décembre 1962 à Solihull (Midlands de l'Ouest), est un homme politique britannique, membre du Parti conservateur.
Il est député pour la circonscription de South Norfolk de 2001 à 2024, en remplacement de John MacGregor.